# Долістово-Старе
Долістово-Старе (пол. Dolistowo Stare) — село в Польщі, у гміні Ясвіли Монецького повіту Підляського воєводства.
Населення — 564 особи (2011).
У 1975-1998 роках село належало до Білостоцького воєводства.

## Демографія
Демографічна структура станом на 31 березня 2011 року:
|          | Загалом | Допрацездатний вік | Працездатний вік | Постпрацездатний вік |
| -------- | ------- | ------------------ | ---------------- | -------------------- |
| Чоловіки | 302     | 60                 | 200              | 42                   |
| Жінки    | 262     | 47                 | 136              | 79                   |
| Разом    | 564     | 107                | 336              | 121                  |